# Argyrophis roxaneae
Argyrophis roxaneae är en ormart som beskrevs av Wallach 2001. Argyrophis roxaneae ingår i släktet Argyrophis och familjen maskormar. Inga underarter finns listade i Catalogue of Life.
Artens utbredningsområde är Thailand. Fyndplatsen var en skyddsremsa bredvid en gata i Bangkok. I närheten finns en trädgård.
Det är inget känt om populationens storlek och möjliga hot. IUCN kategoriserar arten globalt som otillräckligt studerad.